# Cryptobranchus alleganiensis
La salamandra gigante americana (Cryptobranchus alleganiensis) o perro de agua es una especie de anfibio caudado de la familia Cryptobranchidae. Llegan a medir hasta 70 cm de largo, incluida la cola. 
Su distribución es América del Norte. Es pariente cercano de la salamandra gigante china y tiene una forma similar, con patas cortas, una cabeza grande y una piel arrugada y resbaladiza. 
Estas salamandras viven en los ríos y arroyos de cauce rápido, y pasan el día escondidas debajo de las rocas. En verano, las hembras ponen cadenas de huevos en la orilla del río y el macho los cuida hasta que se abren.